# 제헌국회의원동지회
제헌국회의원동지회(制憲國會議員同志會)는 대한민국 제3대 국회의원 선거에서 1석의 당선자를 내던 대한민국의 정당이다.
당시 당선자는 충청북도 청주시 선거구(제1선거구)에서 당선되던 박기운이다. 